# Diplolaena grandiflora
Diplolaena grandiflora är en vinruteväxtart som beskrevs av René Louiche Desfontaines. Diplolaena grandiflora ingår i släktet Diplolaena och familjen vinruteväxter. Inga underarter finns listade i Catalogue of Life.